# Tojeść bukietowa
Tojeść bukietowa, bażanowiec (Lysimachia thyrsiflora L.) – gatunek rośliny z rodziny pierwiosnkowatych. Pochodzi z Europy oraz środkowej Azji (Kazachstan) i dalekiego wschodu Rosji (Amur, Kamczatka). W Polsce występuje dość powszechnie na niżu, lokalnie tylko jest rzadszy lub brak go zupełnie, np. w górach i na pogórzu. We florze Polski jest to gatunek rodzimy.

## Morfologia

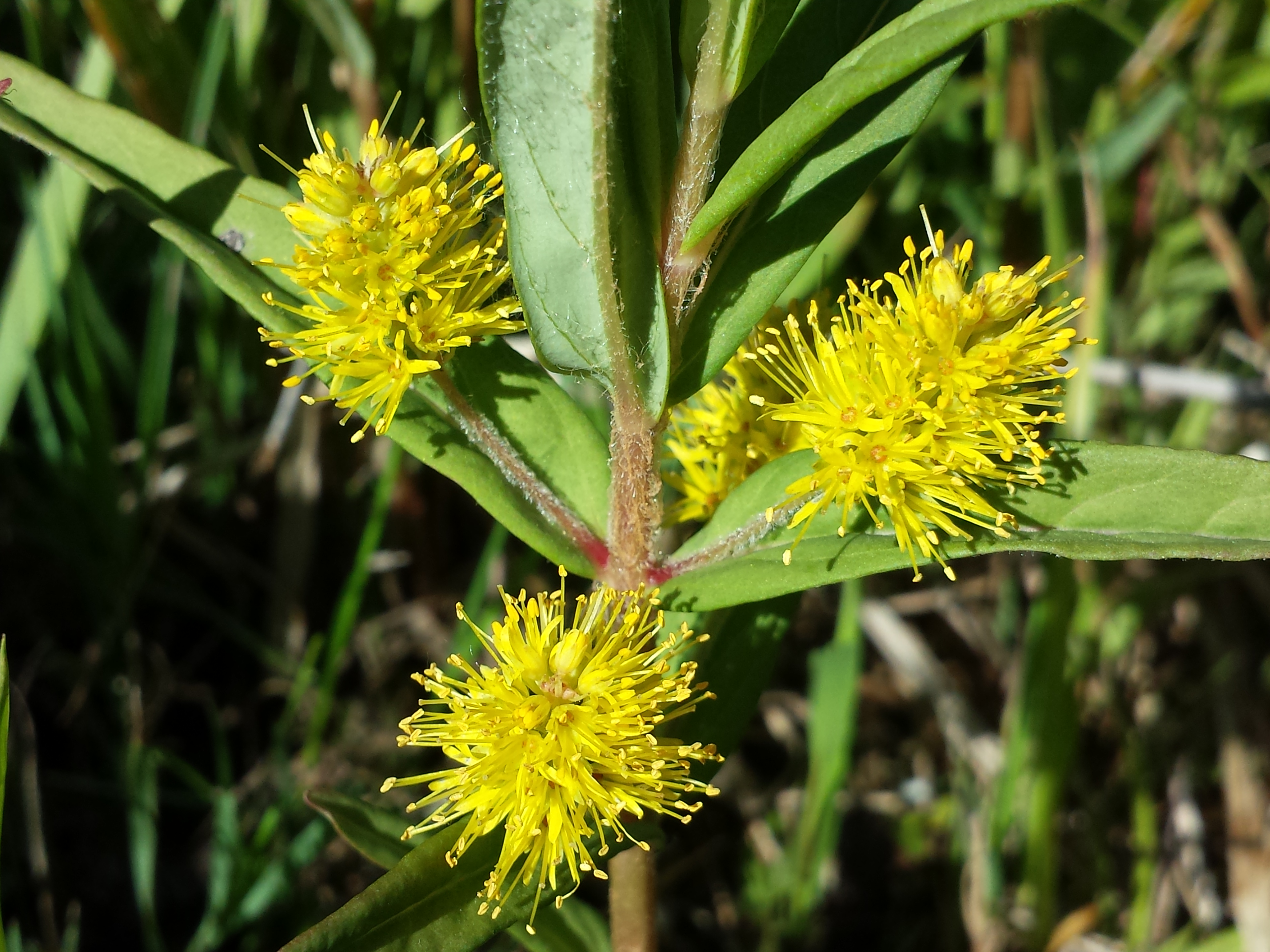
Kwiatostany

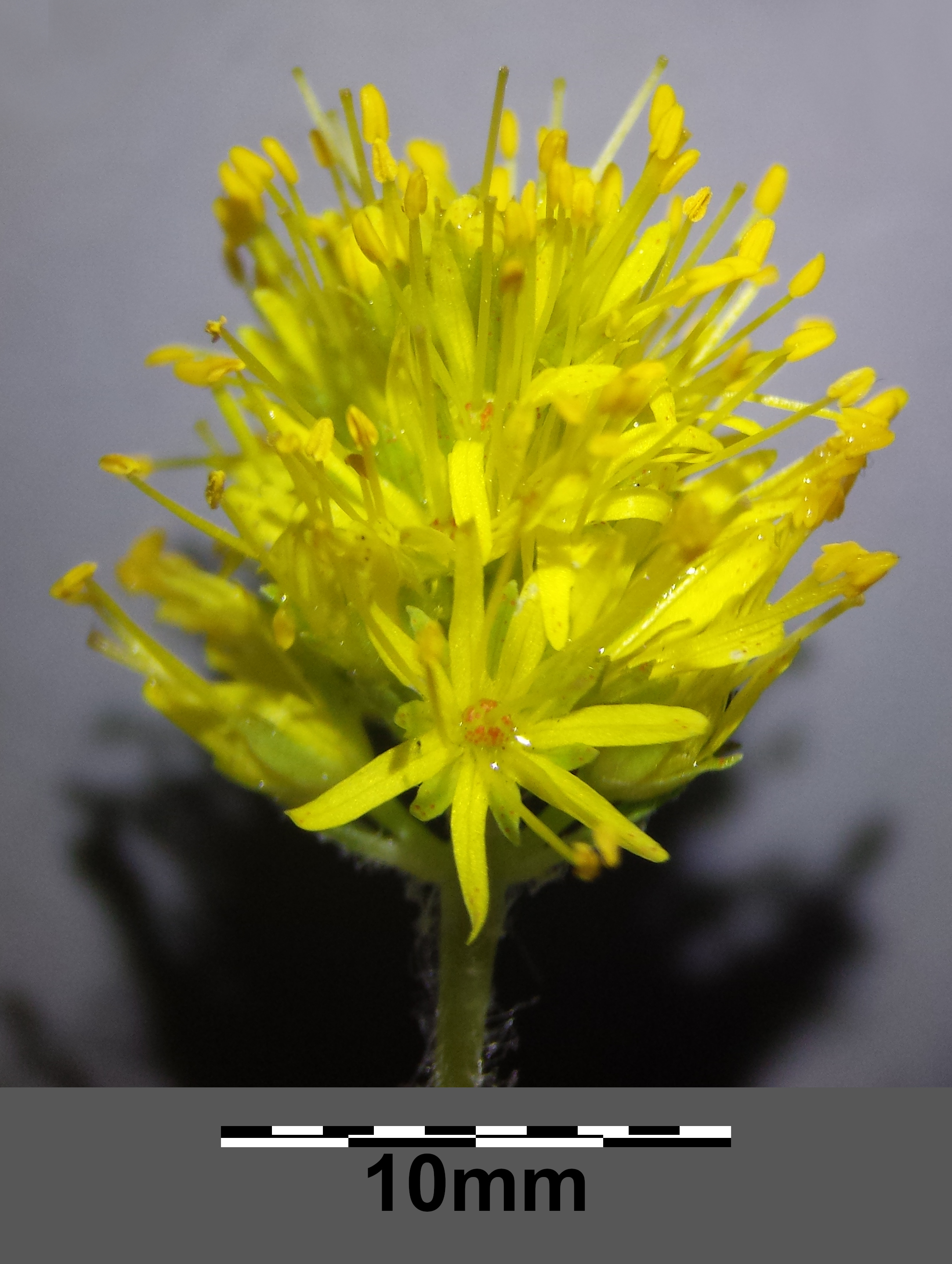
Kwiatostan

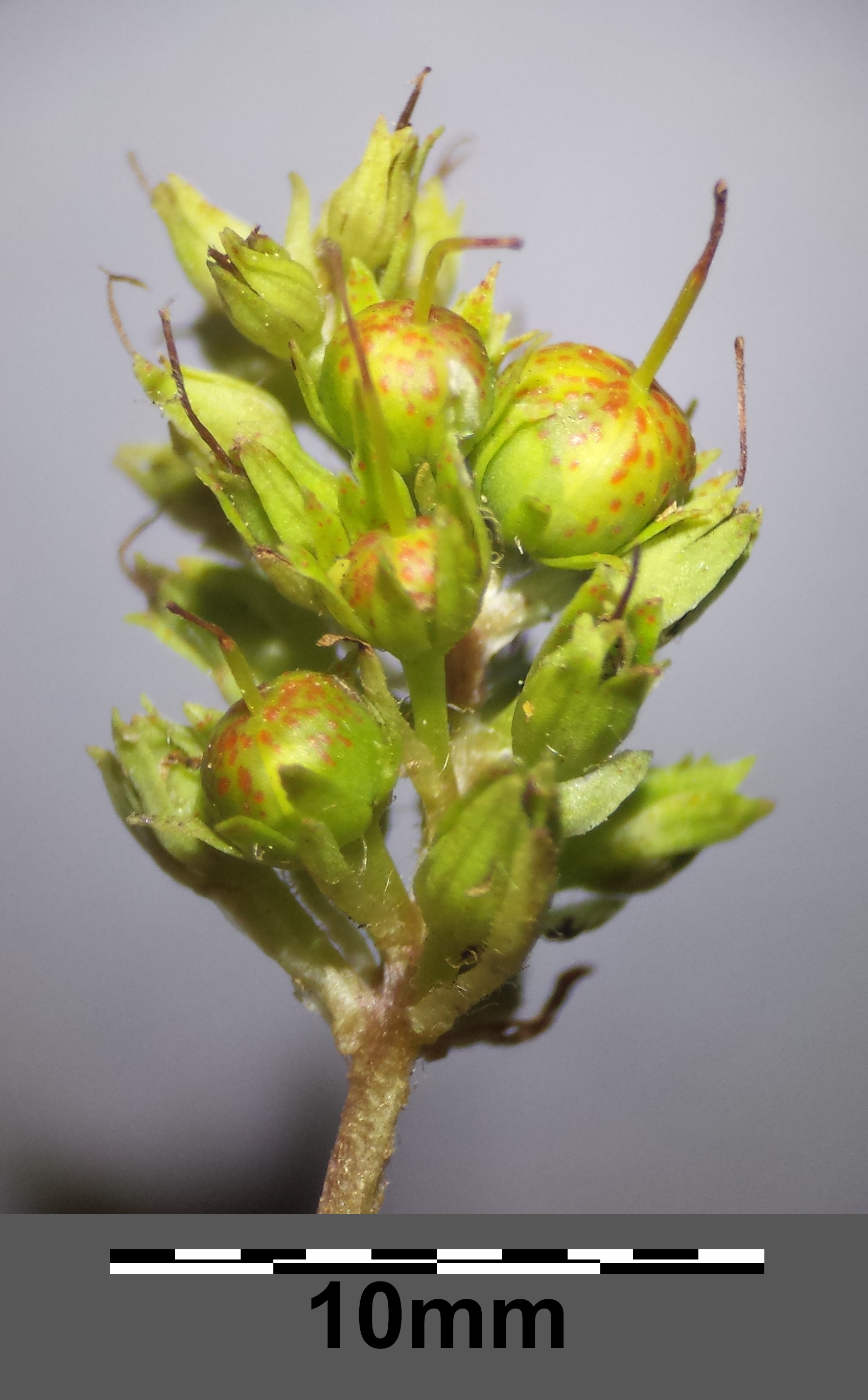
Owoce

ŁodygaWyprostowana, wysokość 30–70 cm, dołem naga, okryta tylko łuskami, u góry omszona.
LiścieJasnozielone, naprzemianległe, lancetowate, na wpół obejmujące łodygę.
KwiatyDrobne (średnica do 5 mm), 7-krotne, wyrastające w kątach liści, zebrane w charakterystyczne grona. Płatki korony jasnożółte, tępe, górą czarno kropkowane. Pręciki są dłuższe od płatków. Pomiędzy płatkami występuje 5 bardzo małych prątniczków.

## Biologia i ekologia
Bylina, hygrofit, hemikryptofit zasiedlający bagna, moczary oraz brzegi wód płynących i stojących, szczególnie na torfowiskach przejściowych. Kwitnie od maja do czerwca. Rozmnaża się także wegetatywnie przez wytwarzanie podziemnych i naziemnych rozłogów. Gatunek charakterystyczny dla związku Magnocaricion. Liczba chromosomów 2n = 54.

## Zastosowanie
Jest czasami używana jako roślina ozdobna do obsadzania oczek wodnych.